# Bothus maculiferus
Bothus maculiferus es una especie de pez de la familia Bothidae en el orden de los Pleuronectiformes.

## Hábitat
Es un pez de mar.

## Morfología
• Pueden llegar alcanzar los 25 cm de longitud total.

## Distribución geográfica
Se encuentra desde las  costas de las Bahamas hasta las Antillas y, también, al norte de Sudamérica.